# Organisator
Een organisator of organisatrice is iemand die organiseert of talent heeft om te organiseren. Organisators beschikken vaak over een organisatie die bestaat uit een groep met een bepaald doel of een bepaalde functie. Deze functie kan bijvoorbeeld zijn een sponsorevenement, ontvangsten zoals diners, recepties, sportieve en culturele manifestaties, open dag, opening van een nieuw gebouw, jubileumviering, sportevenement, personeelsfeest of een bedrijfsfeest.
Het beroep van evenementenorganisator wordt nu sinds enkele jaren ook aangeboden als HBO studie (hoger beroepsonderwijs) op verschillende hogescholen. 